# Zwitserse parlementsverkiezingen 1848
De Zwitserse parlementsverkiezingen van 1848 vonden plaats tussen 1 en 27 oktober 1848. Er werden voor het eerst 111 leden van de Nationale Raad en 44 leden van de Kantonsraad verkozen. De linkse radicalen behaalden bij deze eerste verkiezingen sinds het invoeren van het federalisme in Zwitserland in de Nationale Raad een meerderheid van 79 van de 111 zetels. De eerste legislatuur die hierop volgde, duurde drie jaar.

## Verloop van de verkiezingen

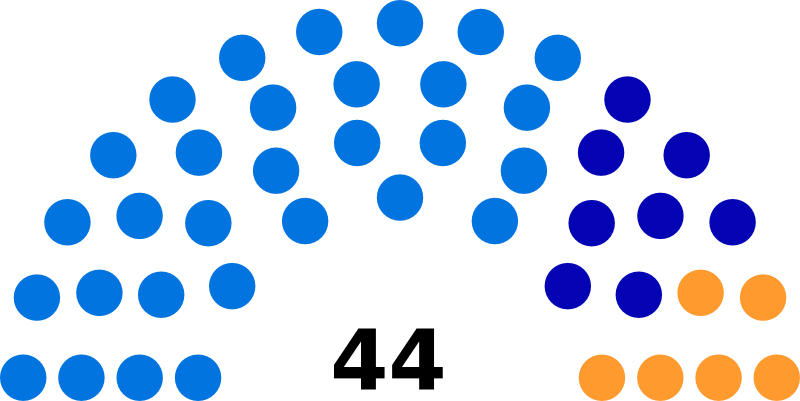
Zetelverdeling in de Kantonsraad.

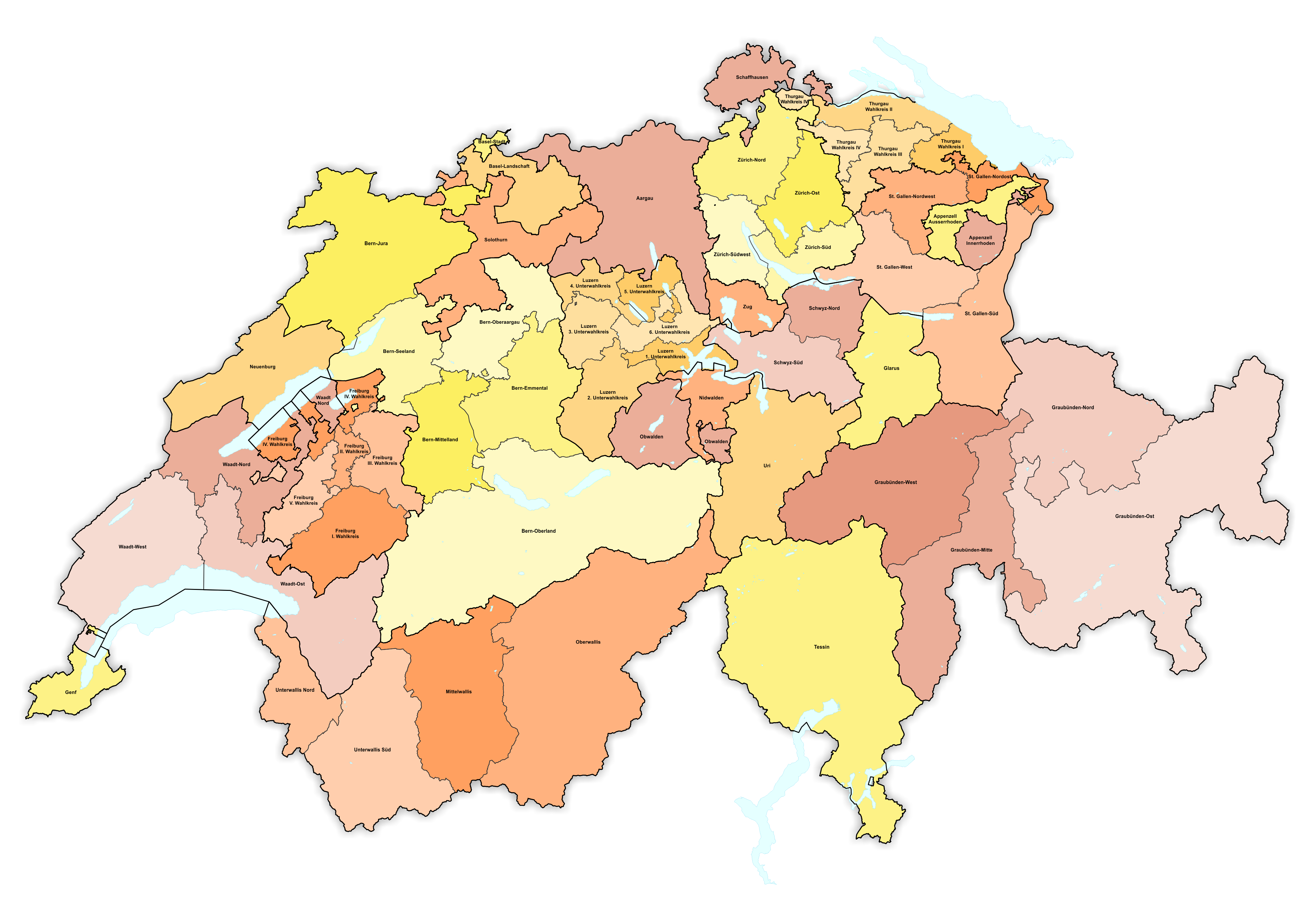
De 52 kiesdistricten.

Artikel 61 van de Zwitserse Grondwet van 1848 schreef voor dat de Nationale Raad zou worden verkozen door de Zwitserse bevolking. De Raad telt één zetel per 20.000 zielen. De Kantonsraad bestond overeenkomstig artikel 69 van de Grondwet uit 44 zetels: twee zetels per kanton.
De 111 leden van de Nationale Raad werden verkozen in 52 kiesdistricten volgens een meerderheidsstelsel. In zes kantons (Appenzell Innerrhoden, Appenzell Ausserrhoden, Glarus, Nidwalden, Obwalden en Uri) werden de parlementsleden verkozen door de Landsgemeinde, het kantonnale parlement. In de overige kantons mochten kiesgerechtigde mannen vanaf de leeftijd van 20 jaar hun stem uitbrengen. Van de 512.691 kiesgerechtigden brachten er 228.877 hun stem uit. De opkomst bedroeg 44,6%. Deze cijfers houden echter geen rekening met de zes kantons/kiesdistricten die hun volksvertegenwoordiging verkozen in het kantonnale parlement. In de overige 46 kiesdistricten waren meer dan 70 stemrondes nodig om 105 volksvertegenwoordigers te kiezen.
De parlementsverkiezingen van 1848 leidden tot een grote overwinning van de radicalen en de overwinnaars van de Sonderbund-oorlog van 1847. De radicalen zouden in de federale politiek een absolute meerderheid behouden tot de federale parlementsverkiezingen van 1863. Zij zouden de grootste partij van Zwitserland blijven tot de federale parlementsverkiezingen van 1928, toen de socialisten voor het eerst groter werden. 

## Resultaat

### Algemeen
|  | Strekking/partij          | Ideologie                                          | Zetels Nationale Raad | Zetels Kantonsraad |
|  | ------------------------- | -------------------------------------------------- | --------------------- | ------------------ |
|  | linkse radicalen          | radicalen, radicaal-democraten, centrumlinks       | 79                    | 30                 |
|  | gematigde liberalen       | liberalen, gematigden, liberaaldemocraten, centrum | 11                    | 8                  |
|  | conservatieve katholieken | conservatieve katholieken, rechts                  | 10                    | 6                  |
|  | evangelisch rechts        | conservatieve protestanten, rechts                 | 5                     | -                  |
|  | democratisch links        | links                                              | 6                     | -                  |

### Nationale Raad
| Kanton                 | Totaal | democratisch links | linkse radicalen | gematigde liberalen | evangelisch rechts | conservatieve katholieken |
| ---------------------- | ------ | ------------------ | ---------------- | ------------------- | ------------------ | ------------------------- |
| Zürich                 | 12     | 1                  | 10               | -                   | 1                  | -                         |
| Bern                   | 20     | -                  | 13               | 3                   | 4                  | -                         |
| Luzern                 | 6      | -                  | 4                | 1                   | -                  | 1                         |
| Uri                    | 1      | -                  | -                | -                   | -                  | 1                         |
| Schwyz                 | 2      | -                  | -                | 1                   | -                  | 1                         |
| Nidwalden              | 1      | -                  | -                | -                   | -                  | 1                         |
| Obwalden               | 1      | -                  | -                | -                   | -                  | 1                         |
| Glarus                 | 1      | -                  | 1                | -                   | -                  | -                         |
| Zug                    | 1      | -                  | -                | -                   | -                  | 1                         |
| Fribourg               | 5      | -                  | 4                | 1                   | -                  | -                         |
| Solothurn              | 3      | -                  | 3                | -                   | -                  | -                         |
| Bazel-Landschap        | 2      | 1                  | 1                | -                   | -                  | -                         |
| Bazel-Stad             | 1      | -                  | -                | 1                   | -                  | -                         |
| Schaffhausen           | 2      | -                  | 2                | -                   | -                  | -                         |
| Appenzell Ausserrhoden | 2      | -                  | 2                | -                   | -                  | -                         |
| Appenzell Innerrhoden  | 1      | -                  | -                | -                   | -                  | 1                         |
| Sankt Gallen           | 8      | -                  | 6                | 2                   | -                  | -                         |
| Graubünden             | 4      | -                  | 2                | 1                   | 1                  | -                         |
| Aargau                 | 9      | -                  | 8                | 1                   | -                  | -                         |
| Thurgau                | 4      | 2                  | 2                | -                   | -                  | -                         |
| Ticino                 | 6      | -                  | 6                | -                   | -                  | -                         |
| Vaud                   | 9      | 2                  | 7                | -                   | -                  | -                         |
| Wallis                 | 4      | -                  | 2                | -                   | -                  | 2                         |
| Neuchâtel              | 3      | -                  | 3                | -                   | -                  | -                         |
| Genève                 | 3      | -                  | 3                | -                   | -                  | -                         |
| Zwitserland            | 111    | 6                  | 79               | 11                  | 6                  | 9                         |